# Yusuf ibn Taschfin
Yusuf ibn Taschfin (arabisch يوسف بن تاشفين, DMG Yūsuf b. Tāšfīn; * 1009; † 2. September 1106) war ein Herrscher der Almoraviden (1061–1106). Yusuf ibn Taschfin wurde Begründer der Dynastie der „Taschfiniden“, die die Führung der Almoraviden bis zu ihrem Ende im Jahr 1147 innehatte.

## Leben
Yusuf ibn Taschfin war Vetter des Almoravidenführers Abu Bakr ibn Umar (1056–1087) und wurde von diesem im Jahr 1070 mit der Regentschaft in Marokko betraut, als dieser selbst einen Stammesaufstand in der Sahara niederschlagen musste. Yusuf nutzte die Abwesenheit Abu Bakrs und begann mit der Organisation einer Verwaltung sowie dem Aufbau eines Söldnerheeres. Als Abu Bakr zurückkehrte, verzichtete er 1073 auf den Machtkampf mit Yusuf und zog sich in die Sahara zurück.
In der Folgezeit unterwarf Yusuf von seiner neuen Hauptstadt Marrakesch aus die Fürstentümer der Miknasa und Magrawa, eroberte 1075 Fès, 1077 Tanger und 1083 Ceuta. Schon im Jahr 1081 war das westliche Algerien bis nach Algier unterworfen worden, doch bereits im Folgejahr wurden der Vormarsch der Almoraviden von den Hammadiden (Sanhadscha) mit Hilfe der Banu Hilal aufgehalten.
Schon 1082 waren die Almoraviden zu einer Intervention in Andalusien gegen die christlichen Reiche aufgefordert worden. Erst nach einer erneuten Bitte der Abbadiden, der Aftasiden und der Ziriden von Granada, folgte Yusuf diesem Ansinnen, landete in Andalusien und vernichtete am 23. Oktober 1086 in der Schlacht bei Zallaqa (spanisch Sagrajas) das Heer von Kastilien unter Alfons VI. Nachdem im Jahr 1088 ein erneuter Feldzug an der mangelnden Unterstützung der Taifa-Königreiche gescheitert war, wurden 1090 die Ziriden von Granada und die Abbadiden von Sevilla gestürzt und bis 1095 die anderen Taifa-Königreiche annektiert. Nur Valencia unter El Cid (bis 1102) und Saragossa unter den Hudiden (bis 1110) konnten zunächst ihre Unabhängigkeit behaupten.

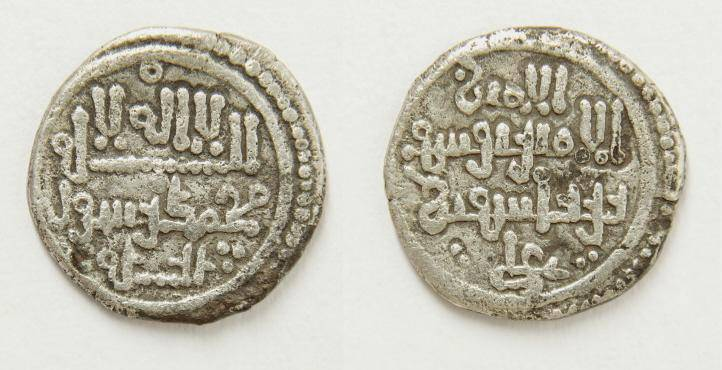
Münze des Emirs Yusuf ibn Taschfin: auf dem Revers (rechts) wird bereits der Emir Ali, Yusufs Sohn und Nachfolger genannt

Im Jahr 1098 erkannten die Abbasiden Yusuf ibn Taschfin den Titel amir al-muslimin („Fürst der Muslime“) zu. Unter Yusuf begann eine umfangreiche Bautätigkeit, die sich aber vor allem auf den Ausbau der Hauptstadt Marrakesch konzentrierte (u. a. auf den Bau der Moschee). Daneben wurden auch Moscheen in Fes, Tlemcen (1082) und Algier (1096) errichtet.
Nachfolger von Yusuf ibn Taschfin wurde dessen Sohn Ali ibn Yusuf (1106–1143).

## Rezeption
Yusuf ibn Taschfin ist Protagonist in einem Roman auf Urdu des Schriftstellers Nasim Hijazi, in der Fernsehserie Pukaar der Pakistan Television Corporation und im Film El Cid, in dem er unter dem Namen „Ben Yussuf“ von Herbert Lom verkörpert wird. Im Videospiel Age of Empires II: The Conquerors wird er beschrieben als Mann, der „niemals sein Gesicht zeigt und immer hinter einem Tuch verbirgt“.